# Homozeugos conciliatum
Homozeugos conciliatum är en gräsart som beskrevs av Guala. Homozeugos conciliatum ingår i släktet Homozeugos och familjen gräs. Inga underarter finns listade i Catalogue of Life.